# Louis Legué
Louis Legué, né le 27 juillet 1865 à Chalais (Charente) et mort le 15 janvier 1948 au Mans (Sarthe), est un homme politique français.

## Biographie
Brillant élève, il s'installe comme pharmacien au Mans en 1893. Il est conseiller municipal du Mans de 1896 à 1919, de 1925 à 1929 et est maire du Mans de 1908 à 1914. Il est député de la Sarthe de 1927 à 1936, inscrit au groupe de l'Action démocratique et sociale.
Il est promu officier d'Académie en 1908.

## Sources
- « Louis Legué », dans le Dictionnaire des parlementaires français (1889-1940), sous la direction de Jean Jolly, PUF, 1960 [détail de l’édition]